# Залісся (Вілейський район)
Залісся (біл. вёска Залесьсе) — село в складі Вілейського району Мінської області, Білорусь. Село підпорядковане Хотеньчицькій сільській раді, розташоване в північній частині області.

## Історія
У 1921–1945 роках село знаходилось у Польщі, у Вільнюськім воєводстві, Вілейського повіту, у гміні Ілля.

## Населення
- 1921 рік — 120 людини, 19 будинків[1].
- 1931 рік — 151 людини, 27 будинків[2].